# Luciano Loro

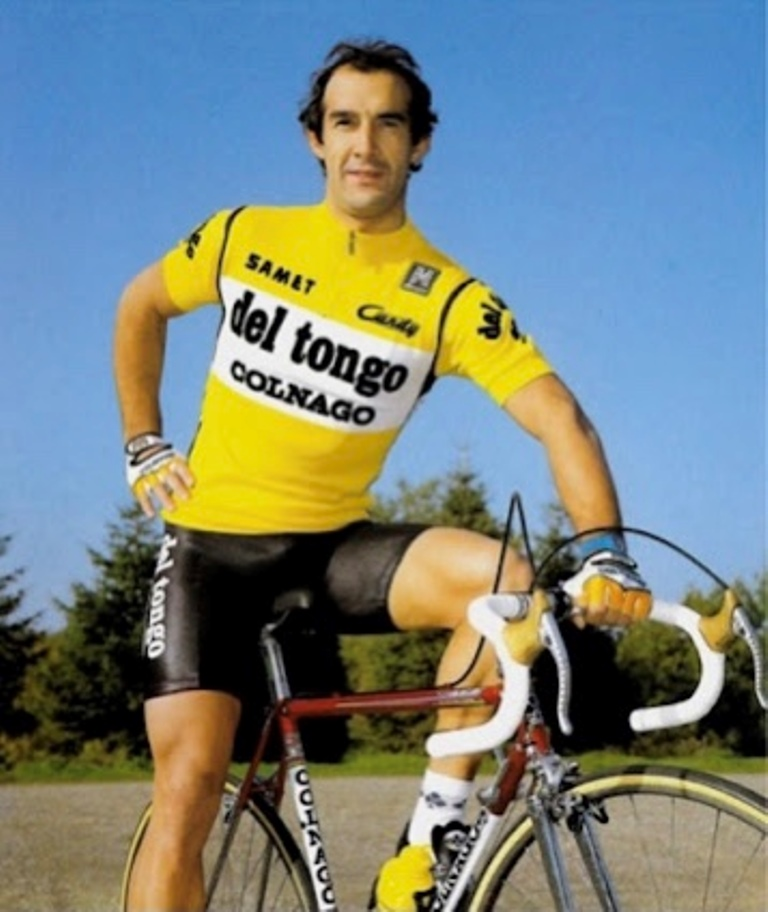
Luciano Loro

Luciano Loro (Bassano del Grappa, 6 novembre 1954) è un ex ciclista su strada italiano, professionista dal 1977 al 1988.

## Carriera
Gregario di lungo corso di Giovanni Battaglin prima e di Giuseppe Saronni poi, li accompagnò nei successi al Giro d'Italia rispettivamente nel 1981 e nel 1983.
Non raccolse successi fra i professionisti anche se numerosi sono stati i suoi piazzamenti nelle principali corse in linea del panorama ciclistico italiano. Nelle corse a tappe ottenne discreti piazzamenti, compatibilmente con il suo ruolo di gregario, nei Grandi giri piazzandosi in tutti e tre nei primi venti della classifica generale finale; chiuse, inoltre, sesto il Tour de Suisse nel 1980, vinto dal suo compagno di squadra Mario Beccia, e terzo il Giro del Trentino nel 1984 dietro Franco Chioccioli ed Emanuele Bombini.
Partecipò in tre occasioni ai campionati del mondo, nelle edizioni 1981, 1983 e 1987, portando sempre a termine la corsa.

## Palmarès
- 1976 (dilettanti)

Astico-Brenta

### Altri successi
- 1985 (Del Tongo, una vittoria)

2ª tappa Giro d'Italia (Busto Arsizio > Milano, cronosquadre)
- 1986 (Del Tongo, una vittoria)

3ª tappa Giro d'Italia (Catania > Taormina, cronosquadre)
- 1988 (Del Tongo, una vittoria)

3ª tappa, 1ª semitappa Volta Ciclista a Catalunya (Hospitalet de Llobregat > Barcellona, cronosquadre)

## Piazzamenti

### Grandi Giri
- Giro d'Italia

1977: 51º
1978: 18º
1980: 16º
1981: 20º
1983: 17º
1985: 26º
1986: 32º
1988: 36º
- Tour de France

1982: 58º
1984: 22º
1987: 15º
- Vuelta a España

1981: 12º

### Classiche monumento
- Milano-Sanremo

1977: 112º
1978: 26º
1979: 63º
1983: 57º

### Competizioni mondiali
- Campionati del mondo

Praga 1981 - In linea: 59º
Altenrhein 1983 - In linea: 28º
Villach 1987 - In linea: 55º